# La Folle Escapade (film, 1976)
Pour les articles homonymes, voir La Folle Escapade.
Pour plus de détails, voir Fiche technique et Distribution.
La Folle Escapade (No Deposit, No Return) est un film américain réalisé par Norman Tokar, sorti en 1976.

## Synopsis
Au début des vacances de Pâques, Tracy et Jay Osborne espèrent que leur mère Carolyn va venir les chercher à la pension, mais elle est bloquée à Hong Kong pour son travail et elle charge son assistant d'amener les enfants chez leur grand-père J. W. Osborne à Los Angeles. À bord de l'avion, les enfants décident de se rendre à Hong Kong pour faire la surprise à leur mère, mais il leur manque l'argent pour acheter les billets. À leur arrivée à la Cité des Anges, ils vont rencontrer par hasard deux malfrats, Duke et Bert, qui cherchaient à voler le contenu d'un coffre-fort et se mettre d'accord avec eux pour obtenir une rançon de leur grand-père.

## Fiche technique
- Titre original : No Deposit, No Return
- Titre français : La Folle Escapade
- Réalisation : Norman Tokar, Arthur J. Vitarelli (second équipe), William St. John (assistant seconde équipe)
- Scénario : Arthur Alsberg & Don Nelson d'après une histoire de Joe McEveety
- Directeur artistique : John B. Mansbridge, Jack Senter
  - Génériques : Art Stevens, Terry Walsh
- Décors : Frank R. McKelvy, Kurt V. Hulett (montage)
- Effets spéciaux : Eustace Lycett, Art Cruickshank, Danny Lee, Hans Metz
  - Matte painting : Peter S. Ellenshaw
- Musique : Buddy Baker, Walter Sheets (orchestration)
- Photographie : Frank V. Phillips, Robert D. McBride
- Son : Herb Taylor (supervision), Frank Regula (mixage)
- Costumes : Chuck Keehne, Emily Sundby
- Maquillage : Robert J. Schiffer, La Rue Matheron
- Cascade : Jerry Brutsche (doublure), Dale Van Sickel
- Électricien : Carl Boles (chef), Dan Delgado
- Montage : Cotton Warburton (image), Evelyn Kennedy (musique), George Fredrick (son)
- Production : Ron Miller, Joe McEveety (coproducteur), Jan Williams (assistant), Christopher Seiter (responsable des équipes)
- Société de production : Walt Disney Productions
- Société de distribution : Buena Vista Distribution Company
- Pays :  États-Unis
- Langue : Anglais
- Format : Couleur (Technicolor) - 1.75:1 - 35 mm - Son : Mono (RCA Photophone Sound Recording)
- Genre : Comédie
- Durée : 111 min
- Dates de sortie : 
  - États-Unis : 11 février 1976
  - France : 2 février 1977

Sauf mention contraire, les informations proviennent des sources concordantes suivantes : Leonard Maltin, Mark Arnold, Dave Smith et IMDb

## Distribution
- David Niven : J. W. Osborne
- Darren McGavin : Duke
- Don Knotts : Bert
- Herschel Bernardi : Le sergent Turner
- Barbara Feldon : Carolyn Osborne
- Kim Richards : Tracy Osborne
- Brad Savage : Jay Osborne
- John Williams : Jameson
- Charles Martin Smith : Le sergent Dupolar (Longnecker)
- Vic Tayback : Big Joe
- Bob Hastings : Peter
- Louis Guss : Freddie
- Richard O'Brien : Le capitaine Boland
- Barney Phillips : Le sergent Benson
- Ruth Manning : Miss Murdock
- Olive Dunbar : Mme Hadley
- James Hong : Ming Lo
- Jean Gillepsie : journaliste
- Jack Wells : journaliste
- Stu Gilliam : policier
- Jack Griffin : policier
- Milt Kogan : policier
- Hank Jones : Banana Cop
- Iris Griffin : femme au foyer
- Henry Slate : chauffeur de camion
- Larry Moran : Michael

Sauf mention contraire, les informations proviennent des sources concordantes suivantes : Leonard Maltin, Mark Arnold, Dave Smith et IMDb

## Sorties cinéma
Sauf mention contraire, les informations suivantes sont issues de l'IMDb.
- États-Unis : 11 février 1976
- Royaume-Uni : 24 octobre 1976
- Brésil : 1977
- France : 2 février 1977
- Suède : 11 février 1978
- Finlande : 17 février 1978
- Uruguay : 7 décembre 1978 (Montevideo)

## Origine et production
Le titre de travail du film était Double Trouble et le scénario a été écrit par un vétéran des studios Disney  Joe McEveety. Le compositeur  Buddy Baker devait avoir selon Mark Arnold, la musique de Henry Mancini pour La Panthère rose (1963) en tête pour ce film peut-être à cause de la participation de David Niven.
Ce film est la première des deux productions Disney avec David Niven, la seconde étant La Course au trésor (1978), décédé moins d'une dizaine plus tard. Niven souhaitait participer à un film Disney bien avant le décès de Walt Disney mais des scénarios inappropriés ou des engagements sur d'autres films l'en ont empêché avant ce film. L'acteur Charles Martin Smith participe à sa première production Disney. L'artiste matte painting Peter Samuel Ellenshaw aussi connu sous le nom d'Harrison Ellenshaw est le fils de William 'Peter' Ellenshaw, connu pour son travail chez Disney comme L'Île au trésor (1950) ou Mary Poppins (1964).
Le film a été adapté en bande dessinée par Carl Fallberg et Frank Reilly, dessinées par Mike Arens, histoire publiée en planches dominicales aux Etats-Unis du 7 décembre 1975 au 29 février 1976 et en France dans Le Journal de Mickey n° 1284 du 6 février 1977.
Le film sort en salle le 11 février 1976. Le film a été diffusé dans l'émission Walt Disney sur CBS en 1982 et édité en vidéo en 1986.